# Theophiel Verbist
Theophiel Verbist CICM (chiń. 南懷義) (ur. 12 czerwca 1823 w Antwerpii, zm. 23 lutego 1868 w Laohugou) – belgijski duchowny rzymskokatolicki, misjonarz, założyciel Zgromadzenia Niepokalanego Serca Maryi, prowikariusz apostolski Mongolii.

## Biografia
18 września 1846 otrzymał święcenia prezbiteriatu i został kapłanem archidiecezji mecheleńskiej. Pracował m.in. jako subregent Niższego Seminarium Duchownego w Mechelen oraz kapelan Akademii Wojskowej w Brukseli.
W 1860 został krajowym dyrektorem Stowarzyszenia Świętego Dzieciństwa, które troszczyło się o porzucone dzieci na świecie, szczególnie na Dalekim Wschodzie. Uznał wówczas, że powinien zrobić coś więcej dla biednych i potrzebujących w Chinach. Postanowił założyć misję belgijską w Chinach. W tym celu w 1862 ustanowił nowe zgromadzenie misyjne - Zgromadzenie Niepokalanego Serca Maryi, które zostało zatwierdzone przez papieża Piusa IX i którego został pierwszym przełożonym generalnym. Pierwszy dom formacyjny założył w Scheut, nieopodal Anderlechtu.
W 1865 ks. Verbist z czterema innymi kapłanami wyruszyli do Chin. 6 grudnia tego roku przybyli do Xiwanzi, gdzie Święta Kongregacja Rozkrzewiania Wiary wyznaczyła im misję w Mongolii. W 1866 papież Pius IX mianował ks. Verbista prowikariuszem apostolskim Mongolii. Jako przełożony misji zajął się organizowaniem niewielkich wspólnot chrześcijańskich, zakładaniem sierocińców oraz kształceniem rodzimego duchowieństwa. Główną przeszkodą ewangelizacji była nieznajomość przez misjonarzy lokalnego języka i zwyczajów. Ks. Verbist ubolewał, że nie opanował w wystarczającym stopniu języka chińskiego.
W 1868, podczas inspekcji swojego wikariatu, zachorował na dur brzuszny, która to choroba była przyczyną jego śmierci 23 lutego 1868. W maju 1931 jego szczątki przeniesiono do Scheut.